# واقع‌گرایی نوکلاسیک

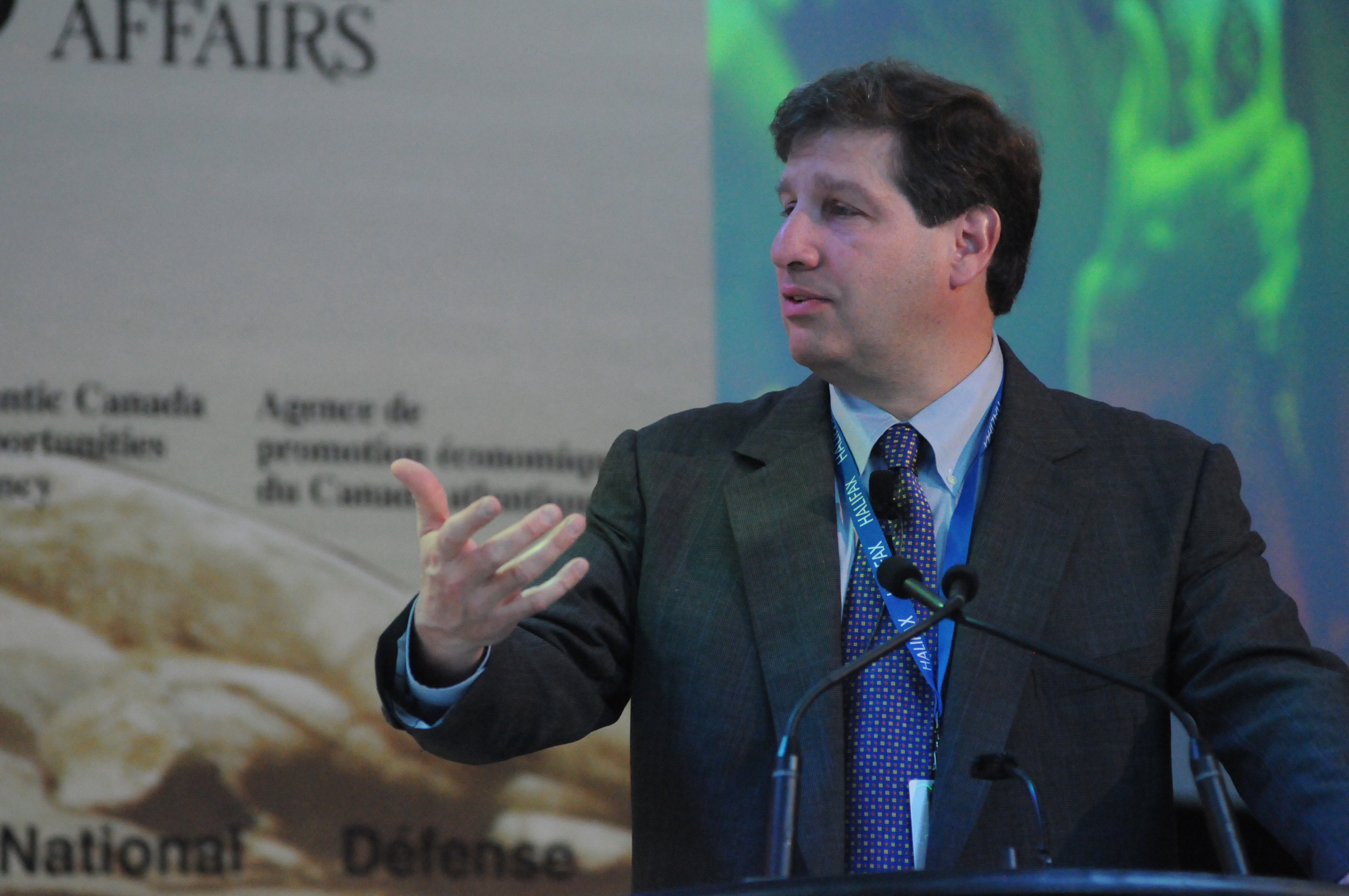
گیدین رز (Gideon Rose) در مقاله‌ی «واقع‌گرایی نئوکلاسیک و نظریه‌های روابط بین‌الملل» برای اولین بار مبانی این رویکرد نظری را مطرح کرد.

واقع‌گرایی نوکلاسیک (نام علمی: Neoclassical realism) یکی از نظریه‌های روابط بین‌الملل می‌باشد. این نظریه به ویژه واقع‌گرایی تدافعی ترکیبی است از واقع‌گرایی کلاسیک و نوواقع گراییاین نظریه علاوه بر توجه به تأثیرگذاری ساختار نظام بین‌الملل بر سیاست خارجی کشورها عوامل داخلی و سطح خرد را نیز مؤثر بر تعیین آن می‌دانند.
در حالی که نئوواقع‌گرایان می‌کوشند الگوهای جهان‌شمول و مکررِ وقایعی مثل جنگ‌های بزرگ را بررسی کنند، واقع‌گرایان نئوکلاسیک کوشیده‌اند نظریه‌ای برای توضیح تفاوت‌های موجود در تصمیمات مرتبط با سیاست خارجه‌ی دولت‌های منفرد ارائه کنند. این نظریه می‌کوشد با فراروی از اتکای صرف به سطح تحلیل سیستمی، متغیرهایی از سطوح دیگر تحلیل را برای توضیح رفتار دولت‌ها به خدمت بگیرد و در این مسیر از بعضی ایده‌های واقع‌گرایان کلاسیک نیز استفاده کند.

## بررسی کلی

### آنارشی
واقع‌گرایان نئوکلاسیک آنارشی را نه یک نیروی علّی مستقل بلکه شرایطی پیشینی می‌بینند. در چهارچوب این نظریه، اصطلاح «متغیرهای واحدی» برای اشاره به متغیرهای دولتی، مادون دولتی و فردی استفاده می‌شود. متغیرهای واحدی موجب کاهش یا افزایش توان دولت‌ها برای پاسخ‌گویی به فشارهای سیستمی می‌شوند. مطابق این نظریه مسئولان امنیت ملی به شکلی دائمی مجبور به تعامل و چانه‌زنی با قانون‌گذاران، احزاب سیاسی، گروه‌های ذی‌نفوذ، نظامیون و مدیران اقتصادی برای اتخاذ و اجرای تصمیمات در سیاست خارجه هستند.

### کمربند رابط
مطابق این نظریه، رانه‌ها و تهدیدهای سیستمی معمولا در ابتدا مبهم هستند. این بدین معناست که احتمالا در مواجهه با هر شرایط سیستمی پاسخ‌های گوناگونی وجود دارد. واقع‌گرایان نئوکلاسیک به وجود نوعی «کمربند رابط» میان رانه‌ها و الزامات سیستمی و سیاست‌های دیپلماتیک، نظامی و اقتصادی خارجی اشاره می‌کنند. وارد کردن فهم (و سوءفهم) نخبگان و متغیرهای سیاست داخلی به عنوان متغیرهای مداخله‌گر به این معنی است که دولت‌ها نه تنها بازیگران واحدی نیستند بلکه همیشه به شیوه‌ای کاملا منطقی نیز به محیط خود واکنش نشان نخواهند داد.
بنابراین دولت‌های مختلف در پاسخ به شرایط سیستمی مشابه پاسخ‌های متفاوتی ارائه خواهند داد. همچنین یک دولت یکسان با رهبری متفاوت –خصوصا زمانی که ساختار نظام در تلاطم یا مبهم است- پاسخ‌های متفاوتی به یک شرایط سیستمی خواهد داشت.

### جنگ
به نوشته‌ی کشمن نگاه واقع‌گرایان نئوکلاسیک به مقوله‌ی جنگ مشابه نگاه واقع‌گرایان دفاعی است. به طور کلی می‌توان چهار فرض را در رابطه با جنگ به این دیدگاه منتسب کرد:
1. معمای امنیت بخش جدایی ناپذیری از نظام بین‌الملل است.
2. دو: اگرچه راه فراری از رویارویی با معمای امنیت وجود ندارد، این مسئله لزوما به جنگ ختم نمی‌شود. بلکه «میانجی‌های ساختاری» مثل موازنه‌ی تهاجم-دفاع، نزدیکی جغرافیایی و موازنه‌ی بینادولتی بر مسئله‌ی امنیت بین دولت‌ها تاثیر می‌گذارند و می‌توانند باعث افزایش یا کاهش تمایل به جنگ شوند. این میانجی‌های ساختاری در تعیین پیامدهای جنگ و صلح، تاثیر بیشتری از مسئله‌ی توزیع قدرت دارند.
3. نیروهای مادی رانه‌های اصلی در تعیین سیاست خارجی دولت‌ها هستند اما این تاثیر به واسطه‌ی محاسبات و برداشت‌های رهبران صورت می‌گیرد. از آن جا که توزیع قدرت معمولا مبهم است، رهبران با ارزیابی شخصی این مسائل را بررسی می‌کنند و در این مسیر بر تصورات‌شان، دستگاه عقیدتی‌شان، الگوهای عملیاتی و سوگیری‌های شناختی خود تکیه می‌کنند.
4. سیاست داخلی می‌تواند اثربخشی پاسخ یک دولت به فضای بین‌المللی را خصوصا در شرایط غیربحرانی و دوره‌هایی که تهدید خارجی جدی‌ای وجود ندارد محدود کند.

## پی‌نوشت‌ها
1. ↑  مشیرزاده، حمیرا (۱۳۸۶). تحول در نظریه‌های روابط بین‌الملل. سمت. ص. ۱۲۹.
2. ↑  گریفیتس، مارتین (۱۳۹۱). نظریه روابط بین‌الملل برای سده بیست و یکم. نی. ص. ۵۵.
3. 1 2 3  Rose, G. (1998). Neoclassical realism and theories of foreign policy. World politics, 144-172.
4. ↑  Cashman, G. (2013). What causes war?: an introduction to theories of international conflict. Rowman & Littlefield Publishers.